# Wat Arun
Wat Arun is een boeddhistisch tempelcomplex in Bangkok in Thailand, vernoemd naar de god Aruna (god van de dageraad).
Volgens een legende zou koning Taksin in 1767 deze plek bereikt hebben vanuit de oude, geplunderde hoofdstad Ayutthaya waarna hij hier een tempel liet bouwen voor de Smaragdgroene Boeddha. Dit beeld zou later geplaatst worden in de Wat Phra Kaew. Het huidige complex werd gebouwd onder Rama I en Rama II.

## Indeling
De Wat Arun heeft een centrale grote pagode (prang) van 78 meter hoog en is gebouwd volgens de Khmerarchitectuur. Daaromheen staan nog vier kleinere prangs en vier mondops. Hij is rijkelijk versierd onder andere met stukjes porselein.
|  |